# Districtul Stropkov

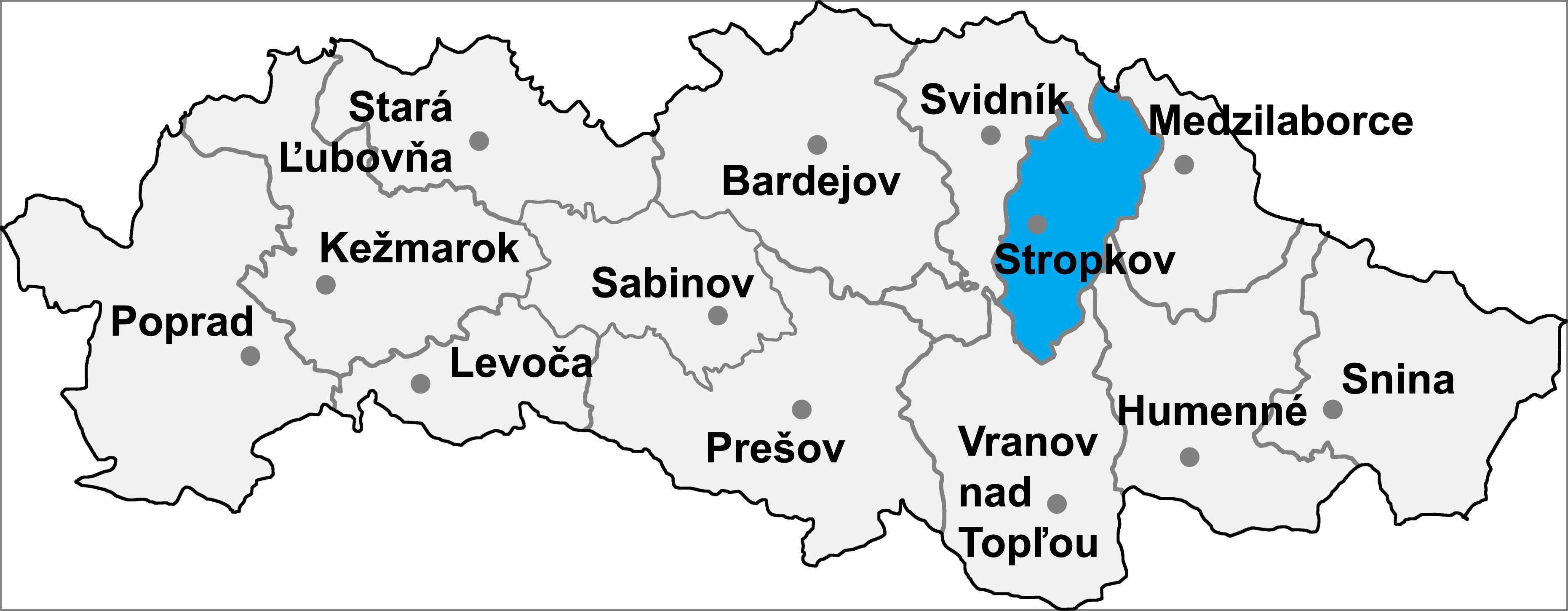
Districtul Stropkov

Districtul Stropkov (okres Stropkov) este un district în Regiunea Prešov din Slovacia estică.

## Demografie
| An:                | 1994   | 2004   | 2014   | 2024   |
| ------------------ | ------ | ------ | ------ | ------ |
| Număr de persoane: | 20.304 | 20.902 | 20.744 | 19.414 |
| Diferență:         |        | +2,94% | −0,75% | −6,41% |

| An:                | 2023   | 2024   |
| ------------------ | ------ | ------ |
| Număr de persoane: | 19.553 | 19.414 |
| Diferență:         |        | −0,71% |

## Comune
- Baňa
- Breznica
- Breznička
- Brusnica
- Bukovce
- Bystrá
- Bžany
- Duplín
- Gribov
- Havaj
- Chotča
- Jakušovce
- Kolbovce
- Korunková
- Kožuchovce
- Krišlovce
- Kručov
- Krušinec
- Lomné
- Makovce
- Malá Poľana
- Miková
- Miňovce
- Mrázovce
- Nižná Olšava
- Oľšavka
- Potoky
- Potôčky
- Soľník
- Staškovce
- Stropkov
- Šandal
- Tisinec
- Tokajík
- Turany nad Ondavou
- Varechovce
- Veľkrop
- Vislava
- Vladiča
- Vojtovce
- Výškovce
- Vyšná Olšava
- Vyšný Hrabovec